# Порівняльні життєписи
«Порівняльні життєписи» (дав.-гр. Βίοι Παράλληλοι — bíoi parállēloi) — твір давньогрецького письменника Плутарха, що складається з 46 біографій відомих греків і римлян. До них також традиційно додають 4 збережені одиночні біографії.

## Історична основа твору
«Порівняльні життєписи» — це біографії великих діячів греко-римського світу, об'єднані в пари. Після кожної з них дається невелике «зіставлення» — своєрідний висновок. До наших днів дійшло 46 парних біографій і чотири біографії, пари до яких не знайдені. Кожна пара включала біографію грека і римлянина, в долі і характері яких історик бачив певну схожість. Плутарх цікавився психологією своїх героїв, виходячи з того, що людині властиве прагнення до добра і цю якість слід всіляко укріплювати шляхом вивчення благородних діянь відомих людей. Плутарх інколи ідеалізує своїх героїв, відзначає їх найкращі риси, вважаючи, що помилки і недоліки не треба освітлювати дуже детально. Багато подій античної історії Греції і Риму ми знаємо, перш за все, у викладі Плутарха. Хронологічні межі, у якій жили його персонажі, дуже широкі, починаючи з міфологічних часів і завершуючи останнім століттям до н. е.
Починаючи життєписи великих людей, Плутарх чітко відмежовує завдання біографа від цілей історика. Він пише про те, що характер людини часто найкраще проявляється у незначних вчинках, жарті та слові, ніж у битвах і славних діяннях, які змальовують історики. Плутарху треба прийняти відому людину «в своєму будинку, як дорогого гостя», взнати, «хто він і що» тобто познайомитися з ним у приватному житті. Лише тоді, вивчивши, як робить художник, ознаки, що відобразили душу людини, можна скласти кожен життєпис, надавши ученим-історикам право оспівати великі справи і битви. Минуле для Плутарха — дзеркало, дивлячись в яке він намагається поліпшити своє життя і влаштувати його за прикладом доблесних предків: «прекрасне вабить до себе самою дією своїм і негайно вселяє в нас прагнення діяти». Велика роль відводиться автором наукам і вихованню, які удосконалюють природу людини, привчають її до розумної помірності. Проте виховання вимагає уміння, правдиві, розумні слова без «м'якості і співчуття» лише загострюють біль, тому і у приватному житті, і в державних справах треба управляти не насильницькими методами, але «пом'якшуючи необхідність розумним переконанням». Людина розумна і упевнена не може бути честолюбною і прагнути до слави, оскільки, «надмірне честолюбство на державному терені просто згубно», так само як і «неприборкана самозакоханість». Абсолютно у дусі традицій еллінізму життя людини сприймається як боротьба з долею, яка приносить «злу хулу і наклепницькі звинувачення» гідним людям. Що ж тоді залишається людині, поставленій в настільки тяжкі умови? Залишається одна дорога — до «етичної досконалості» і пошуків «дійсного щастя», яке залежить від «характеру і настрою», тобто знаходиться усередині нас самих.

## Структура
«Порівняльні життєписи» містять 26 біографій греків та римлян, об'єднаних у 22 пари. Також традиційно до них додають чотири непарні біографії.
| Грек                   | Римлянин                        | Зіставлення біографій                                                                       |
| ---------------------- | ------------------------------- | ------------------------------------------------------------------------------------------- |
| Тесей                  | Ромул                           | Є                                                                                           |
| Лікург                 | Нума Помпілій                   | Є                                                                                           |
| Солон                  | Публій Валерій Публікола        | Є                                                                                           |
| Фемістокл              | Марк Фурій Камілл               | Зіставлення не збереглося                                                                   |
| Перікл                 | Квінт Фабій Максим Веррукоз     | Є                                                                                           |
| Алківіад               | Гней Марцій Коріолан            | Є                                                                                           |
| Тімолеонт              | Луцій Емілій Павло Македонський | Є                                                                                           |
| Пелопід                | Марцелл                         | Є                                                                                           |
| Арістід                | Марк Порцій Катон Старший       | Є                                                                                           |
| Філопемен              | Тит Квінкцій Фламінін           | Є                                                                                           |
| Пірр Епірський         | Гай Марій                       | Зіставлення не збереглося                                                                   |
| Лісандр                | Луцій Корнелій Сулла            | Є                                                                                           |
| Кімон                  | Луцій Ліциній Лукулл            | Є                                                                                           |
| Нікій                  | Марк Ліциній Красс              | Є                                                                                           |
| Євмен                  | Квінт Серторій                  | Є                                                                                           |
| Агесілай II            | Гней Помпей Великий             | Є                                                                                           |
| Александр Македонський | Гай Юлій Цезар                  | Зіставлення не збереглося; кінець біографії Александра та початок біографії Цезаря втрачені |
| Фокіон Афінський       | Марк Порцій Катон Молодший      | Зіставлення не збереглося                                                                   |
| Агіс IV і Клеомен III  | Тіберій Гракх і Гай Гракх       | Є                                                                                           |
| Демосфен               | Цицерон                         | Є                                                                                           |
| Деметрій I Поліоркет   | Марк Антоній                    | Є                                                                                           |
| Діон Сиракузький       | Марк Юній Брут                  | Є                                                                                           |

Непарні біографії: Арат Сікіонський, Артаксеркс II, Ґальба, Отон.

## Хронологія написання
Дослідники відзначають, що хронологію написання біографій складно встановити. Послідовність написання біографій точно не встановлена, але ряд біографій містять посилання на твори, які вже існували на момент написання. Так, біографія Діона була написана після Тімолеонта, Брута — після Цезаря. Тричі Плутарх називає порядкові номери окремих біографій: пара «Демосфен — Цицерон» була п'ятою за рахунком, «Перикл — Фабій Максим» — десятою, «Діон — Брут» — дванадцятою.
Найбільш ранніми біографіями Плутарха найчастіше вважають непарні (Артаксеркс, Гальба, Отон, Арат), які зазвичай розглядаються окремо — у них ще не сформувався стиль, характерний для власне «Порівняльних життєписів».
Існує версія, що кілька пар біографій могли бути завершені і поширені групами: до першої групи відносять біографії «Фемістокл — Камілл», «Лікург — Нума», «Тесей — Ромул», до другої — «Діона — Брут», «Тімолеонт — Емілій Лепід», «Александр — Цезар».
ДослідникC. P. Jones склав наступну послідовність створення біографій :
- 1: Епамінонд — Сципіон;
- 2-4: Кімон — Лукулл, Пелопід — Марцелл, Євмен — Серторій або Філопемен — Фламінін;
- 5: Демосфен — Цицерон;
- 6: Лікург — Нума;
- 7-9: Тесей — Ромул, Фемістокл — Камілл, Лісандр — Сулла;
- 10: Перикл — Фабій Максим;
- 11: Євмен — Серторій, Солон — Поплікола, Філопемен — Фламінін; в разі, якщо остання пара належить до 2—4, то Арістід — Катон або Агіс і Клеомен — брати Гракхи;
- 12: Діон — Брут;
- 13-14: Тімолеонт — Емілій Лепід, Александр — Цезар;
- 15: Агесилай — Помпей;
- 16-23: решта біографій; Алківіад — Коріолан після Солон — Поплікола, Фокіон — Катон Молодший після Арістід — Катон Старший.

Спираючись на вказівки в тексті, традиційно вважається, що біографії Гальби і Отона могли бути написані в період з 79 по 96 рік, а «Порівняльні життєписи» — з 96 по 120 рік .
Біографії Лісандра — Сулли були написані в 104—114 роках, оскільки Плутарх згадує, що пройшло майже двісті років після битви при Орхомені. За схожими свідченнями визначають, що біографії Лікург — Нума, Тесей — Ромул, Фемістокл — Камілл, Солон — Поплікола, Тімолеонт — Емілій Лепид були написані не раніше 96 року, біографії Діона і Брута були написані не раніше 99 року, біографії Кімона і Лукулла були написані не пізніше 114 року, а біографії Демосфен — Цицерон, Тесей — Ромул, Діон — Брут, Тімолеонт — Емілій Лепід, Агіс і Клеомен — брати Гракхи були написані не пізніше 116 року.

## Своєрідність композиції твору
Біографічний жанр не був винайдений Плутархом. Ще задовго до нього александрійські вчені складали життєписи видатних письменників і філософів, культивували цей жанр і перипатетики, тобто послідовники Арістотеля, але Плутарх першим увів біографічний жанр в історію. Одразу помітно, що у творі на першому плані стоїть не достовірність історичних фактів, не виявлення їх причин та закономірностей в історичному процесі; у центрі уваги стоїть характер окремої особи — того чи іншого діяча, моральні якості героя.
Життєписи викликають бажання наслідувати знаменитих людей, долі яких описані в творі. «Не приносять користі, — пише Плутарх у життєписі Перикла, — такі твори, які не пробуджують прагнення до наслідування: доблесними справами люди не лише захоплюються, а й бажають наслідувати тих, хто їх здійснює». Образи видатних людей він пропонує читачам як зразки для морального вдосконалення, щоб, дивлячись в історію, немов у дзеркало, кожний старався поліпшити власне життя і влаштувати його за прикладом тих, про чиї доблесті розповідає автор. Втіленням справедливості, людинолюбства, доброти показані Арістід, Лікург, Перикл, Євмен, Фокіон, зразками волелюбності є образи Катона, Коріолана, Тімолеонта, Брута, братів Гракхів. Переважна більшість персонажів Плутарха — це позитивні герої, які відзначаються патріотизмом і відвагою, простотою звичаїв і скромністю. З симпатією написаний портрет романтичного Александра Македонського, зворушує трагічна постать невтомного борця за свободу Греції Демосфена, викликають співчуття образи античних революціонерів, захисників прав трудового люду — спартанців Агіса і Клеомена та римлян — братів Тіберія і Гая Гракхів, величчю дихає портрет керманича афінської демократії Перикла, непривабливо зображений багатий лихвар Красс, який придушив повстання Спартака.
У творі також віддається належне й людям низького соціального становища. Так, усупереч римській історіографії, Плутарх з симпатією зобразив постать вождя повсталих рабів Спартака. Плутархів опис цього повстання в декількох розділах біографії Красса має виняткову цінність для історичної науки.
Виходячи з того, що його метою є не опис подій, а змалювання характерів, які проявляються не лише в блискучих подвигах, а й у незначних вчинках, влучних висловах, сімейному житті, Плутарх наводить усілякі анекдоти, багато уваги присвячує приватному життю своїх героїв, їх зовнішньому вигляду. Так, для характеристики Александра Македонського, на думку Плутарха, важлива його розмова з філософом Діогеном, коли великий полководець привселюдно заявив, що він хотів би стати Діогеном, якби не був Александром.
У творі також наводяться приклади неймовірних речей, так, наприклад, неправдоподібна розповідь про впійманого сплячого сатира в лісі Німфея, котрого привели до Сулли.

## Особливості написання
Традиційно вважається, що робота була присвячена Квінту Сосію Сенеціону — звернення до нього зустрічаються в тексті тричі.
Підбір героїв біографій визначався, мабуть, відповідністю ідеалу активного діяча (насамперед у політичній сфері) — Демосфен і Цицерон, відоміші як оратори, представлені перш за все як політичні діячі. Велика частина героїв для біографій «грецької частини» — люди класичного періоду, в той час як серед римських персонажів більшість — представники Пізньої республіки.
Відзначається, що Плутарх вибірково підходив до підбору персонажів і не включив у свій твір, наприклад, життєпис Філіппа Македонського, який був популярним героєм елліністичних біографій. Єдину пару негативних, на його думку, персонажів (Деметрій — Антоній) Плутарх включив, за його власним визнанням, в повчальних цілях.

## Переклади

### Українські
- Плутарх. Порівняльні життєписи / пер. з давньогрец.: Й. Кобів, Ю. Цимбалюк; передмова: Й. Кобів. — Київ: Дніпро, 1991. — 440 с.
- Плутарх. Солон. Лікург (уривки) Переклад Ю. Мушака
- Плутарх. Порівняльні життєписи / Пер. з давньогрець. Й. Кобів, Ю. Цимбалюк. Том І. — Київ: Стилет і Стилос, 2023. — 480 с.
- ܾПлутарх. Порівняльні життєписи / Пер. з давньогрець. Віталія Туренка. Том ІІ. — Київ: Стилет і Стилос, 2024. — 448 с.